# Seppo A. Teinonen
Seppo Antero Teinonen, född 12 augusti 1924 i Björneborg, död 25 augusti 1995 i Benalmádena, var en finländsk teolog.
Teinonen blev teologie doktor 1959. Han arbetade 1952–1958 som lärare i religion vid olika skolor i Helsingfors och knöts 1956 till Helsingfors universitet, där han 1966–1969 var extra ordinarie professor i ekumenik och 1970–1986 professor i dogmatik. Han gjorde sig känd som förespråkare för ekumenik och arbetade för att öka förståelsen mellan kyrkorna bland annat som generalsekreterare för Finlands ekumeniska råd 1956–1966.
Teinonen var en produktiv skribent. I Teologinen Aikakauskirja publicerade han 1949–1995 långt över 300 artiklar. Hans bok Kirkon uudistus ja naispappeus är 1978 översatt till svenska med titeln Kyrkans ämbete i vår tid. En skrift om kvinnliga präster och kvinnans tjänst i kyrkan. Efter sin pensionering översatte och redigerade han verk av flera kristna mystiker, bland andra Franciskus av Assisi, Thomas a Kempis och Johannes av Korset.